# Kolla banthella
Kolla banthella är en insektsart som beskrevs av Young 1986. Kolla banthella ingår i släktet Kolla och familjen dvärgstritar. Inga underarter finns listade i Catalogue of Life.